# Acvaforte

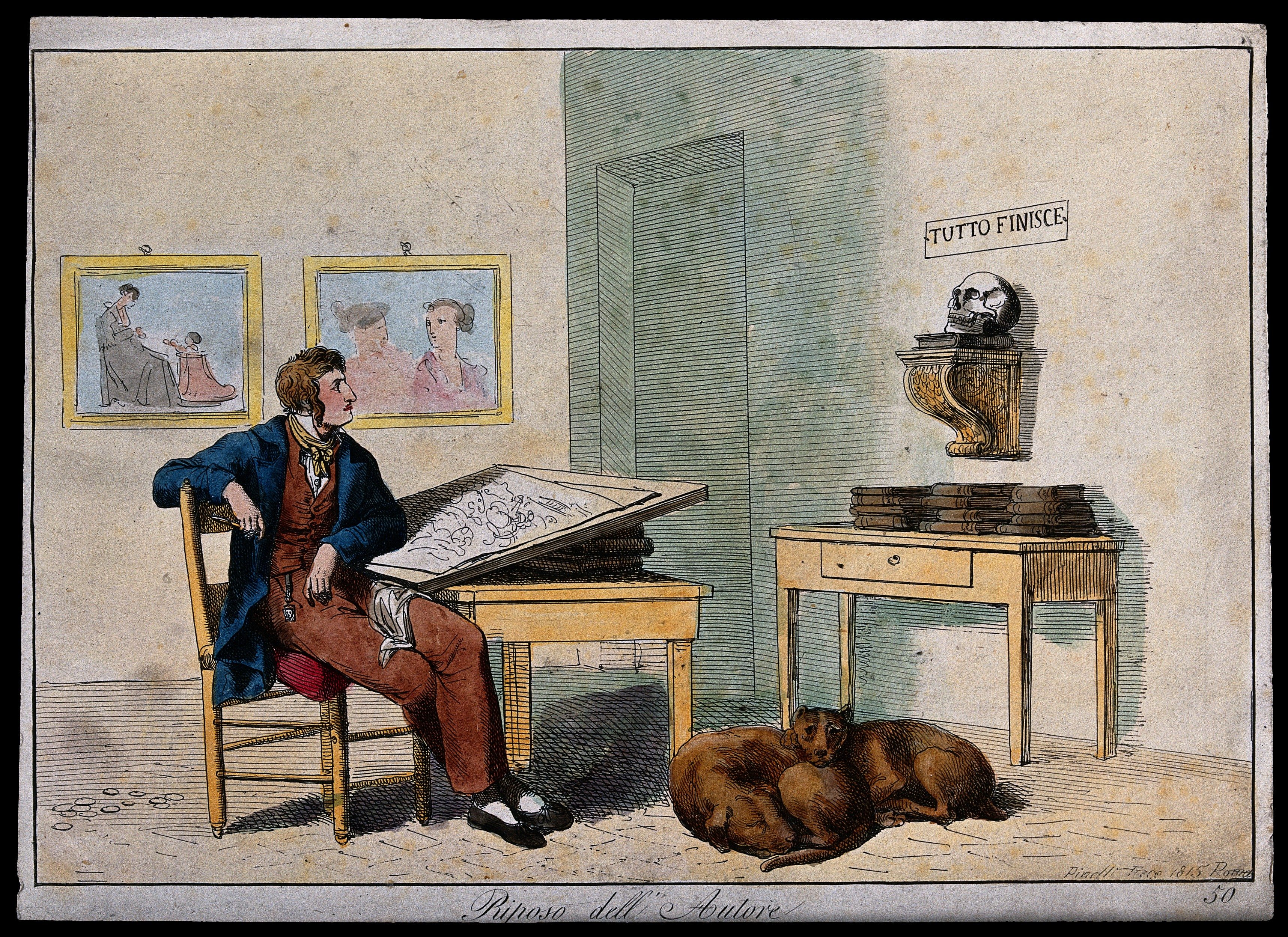
Tânăr artist [plastic] în atelierul său, contemplând un craniu — Acvaforte de Bartolomeo Pinelli din 1815.

Acvaforte (din italiană acquaforte = apă tare) este un procedeu de gravură care constă în corodarea unei plăci de cupru, zinc sau de fier (pe care în prealabil s-a trasat un desen) cu ajutorul acidului azotic.

## Metodologie

### Pregătirea plăcii
Artistul acoperă întâi o placă metalică cu o soluție alcătuită din solvenți și rășini naturale sau artificiale, denumită vernis. După uscarea vernisului, artistul trasează desenul pe placă, printr-o ușoară incizie cu un instrument ascuțit, special pentru gravură. După realizarea desenului dorit, placa se introduce într-o baie de acid azotic, care corodează metalul doar în porțiunea liniei, unde a fost îndepărtat vernisul. 
Pentru a realiza o grosime mai mare a liniei, conform desenului original, se pot executa mai multe etape de atacare a metalului cu acid. După ultima tratare cu acid, placa metalică se spală cu un dizolvant al vernisului, devenind practic, un clișeu negativ.

### Imprimare, hârtia de gravură
Următoarea etapă este cea de realizare a imprimării imaginii gravate. Pentru imprimare, ca și în xilogravură și litografie, pe placă se aplică o cerneală specială și peste ea se așază o foaie de hârtie de gravură, umezită în prealabil. După aceasta, placa cu hârtia se trec pe sub cilindrul unei prese de gravură.
Hârtia de gravură cea mai cunoscută este cea japoneză, realizată manual din materiale vegetale și în mod special, bumbac. Aceasta absoarbe cerneala care a aderat la liniile adâncite cu ajutorul acidului, realizând un exemplar „în oglindă” al gravurii, adică imaginea pozitivă.
Procedura de imprimare se poate repeta, executându-se astfel o serie de imagini aproape identice. Diferențele pot proveni din cantitatea sau nuanța de culoare a cernelii.
Imprimarea se poate realiza și color, însă în acest caz este necesară câte o placă gravată pentru fiecare culoare, procedeu preluat ulterior de tipografii pentru imaginile color. 

## Galerie de imagini

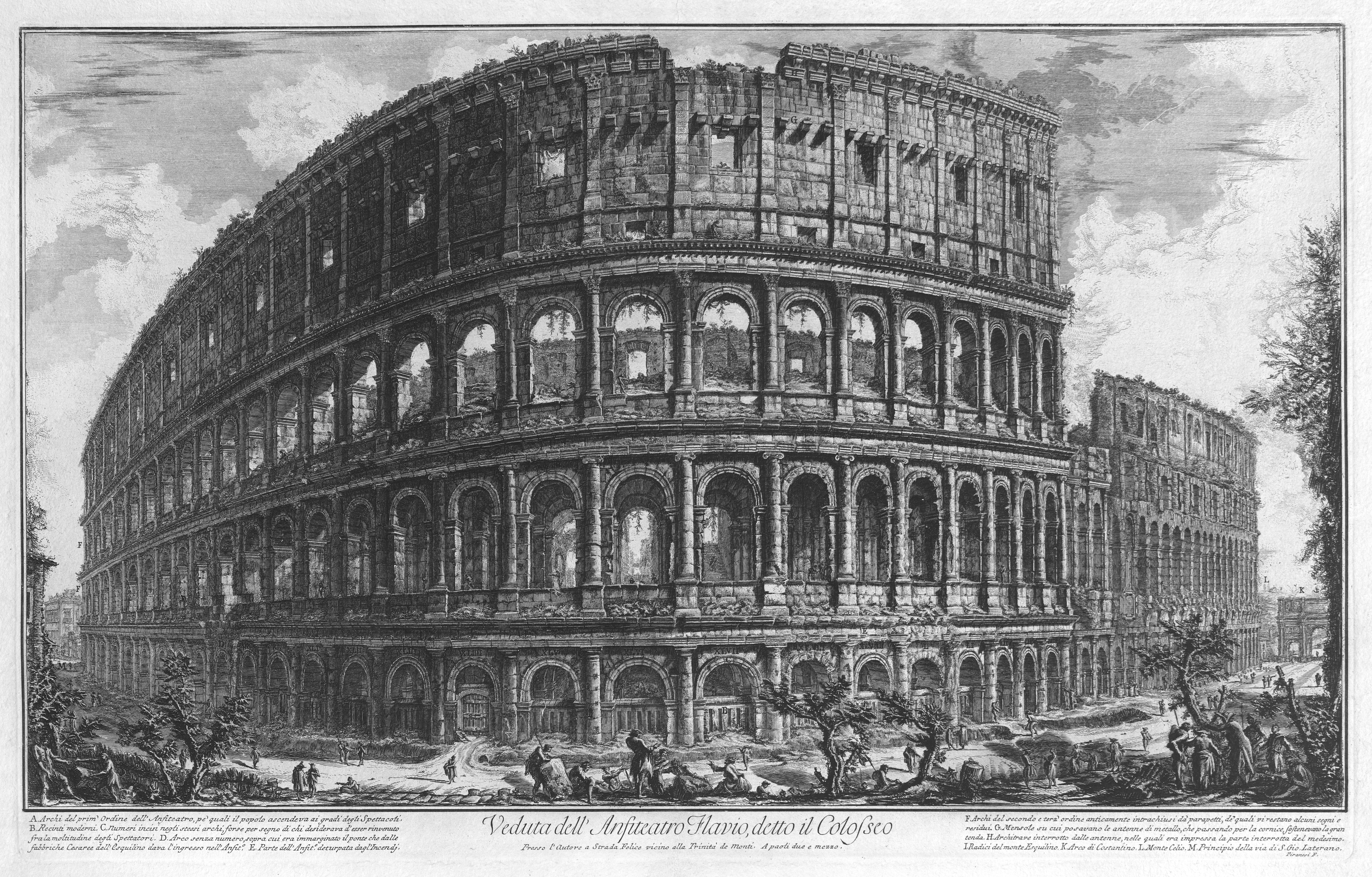
Giovanni Battista Piranesi - Colosseum, 1757
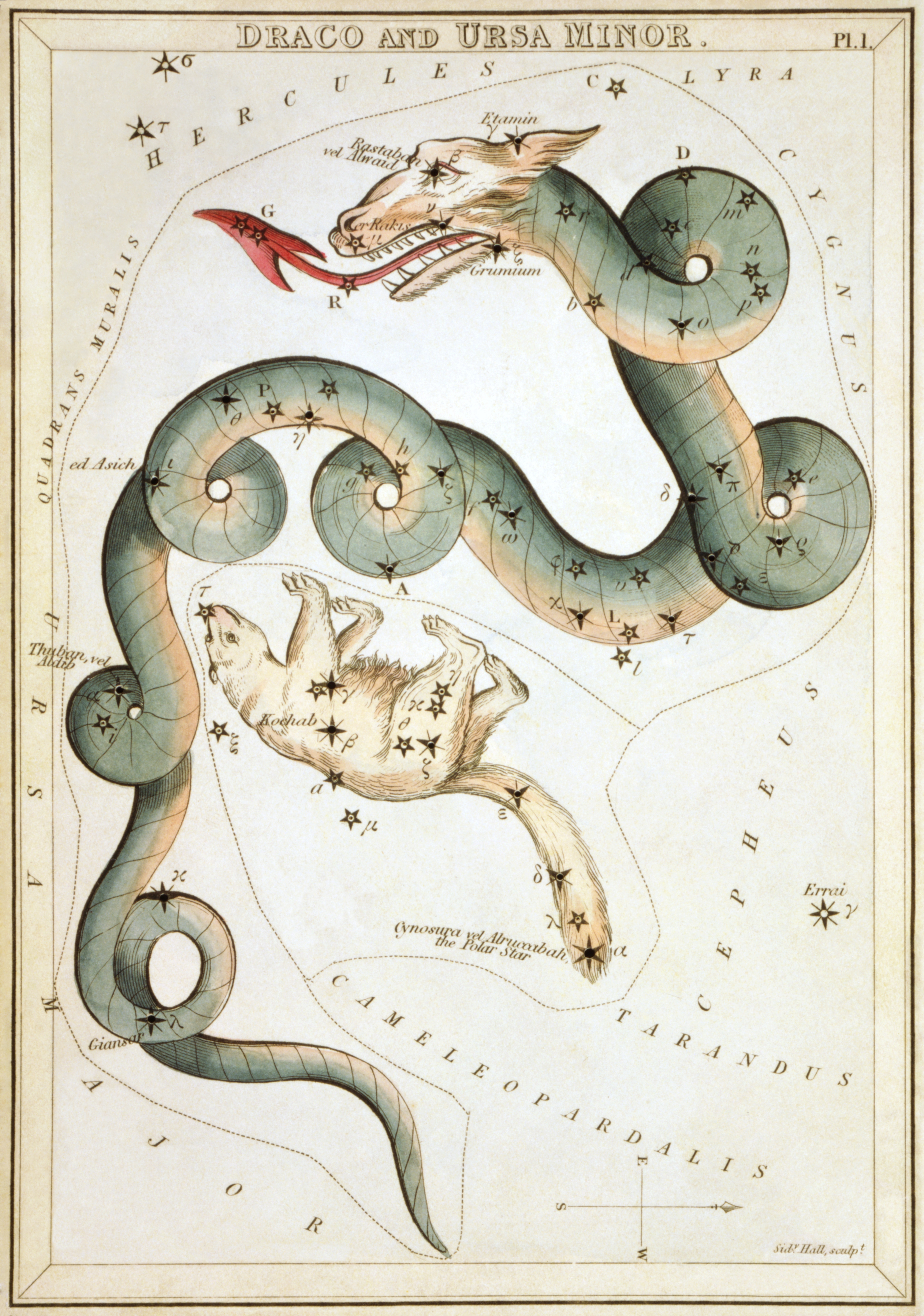
Sidney Hall - Urania's Mirror - Draco and Ursa Minor, 1815
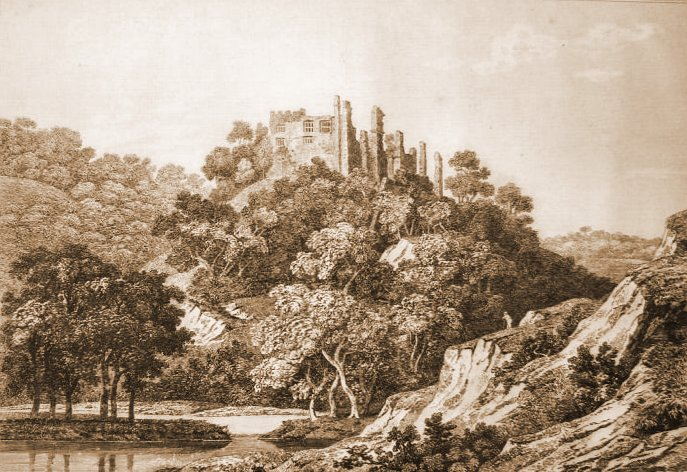
Berry Pomeroy - Castle from Lysons, 1822
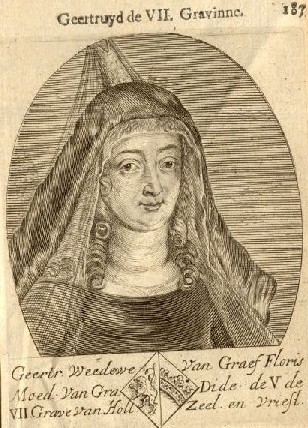
Gerbrand Bruining - Geertuyd de VII Gravinne, 1825
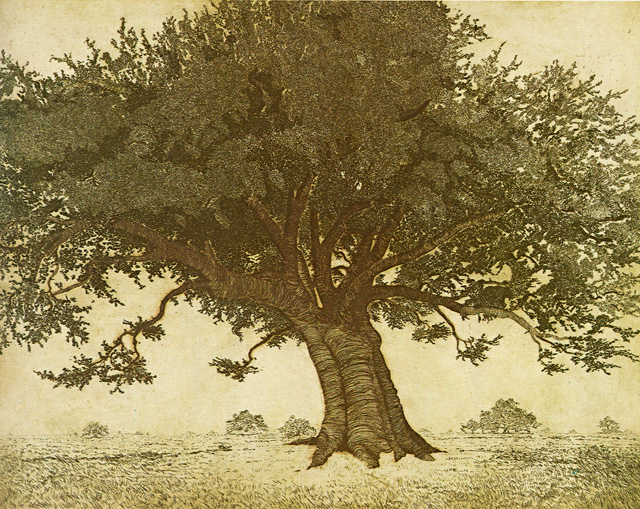
Michael E. Arth - Quercus virginiana, 1975